# RusHydro
RusHydro (nombre previo: Hydro-OGK, en ruso: РусГидро) es una empresa hidroeléctrica rusa. A 2012 tiene una capacidad de 34.9 gigawatts. Es el segundo productor mundial de energía hidroeléctrica y es la mayor empresa generadora de electricidad en el país y el mayor sucesor de RAO UES. El conglomerado, que es parcialmente de propiedad estatal, sufrió una importante consolidación a principios de julio de 2007.  El director de la compañía es Yevgeny Dod. Su sede principal está en el distrito de Obruchevsky, distrito sur-occidental, Moscú.

## Principales plantas eléctricas
- Embalse de Bureya
- Central hidroeléctrica de Volgogrado
- Central hidroeléctrica de Votkinsk
- Central hidroeléctrica de Guizeldón
- Derivación de Dagestán
- Central hidroeléctrica de Zhiguli
- Zagorskaya PSHPP
- Embalse de Zeya
- CH de Irganayskaya
- Derivación de Kabardino-Balkarian
- CH de Kamskaya
- Derivación de Karachaevo-Cherkessian
- Cascada de la CH de Verkhnevolzhskiye
- Cascada de la CH de Kubanskiye
- CH de Nizhegorodskaya
- CH de Novosibirskaya
- Central hidroeléctrica de Sarátov
- Central hidroeléctrica Sayano–Shúshenskaya
- Derivación Norte Osetia
- Embalse de Cheboksary

## Accidente hidroeléctrico de Sayano-Shúshenskaya de 2009
El 17 de agosto de 2009 ocurrió un accidente en la mayor planta de RusHydro en Sayano-Shúshenskaya en el este de Siberia. La sala de turbinas y la sala de máquinas se inundaron, el techo de la sala de turbinas colapsó, 9 o 10 turbinas resultaron dañadas o destruidas, y 75 personas murieron. La producción entera de la planta, totalizando 6.400 MW y una significante porción del suministro a la red local, se perdió, llevando a una caída de tensión generalizada en la región, y obligando a todos los principales usuarios de la zona como las fundiciones de aluminio a proveerse mediante generadores diésel. La planta fue reiniciada a potencia reducida el 24 de febrero de 2010.